# Park

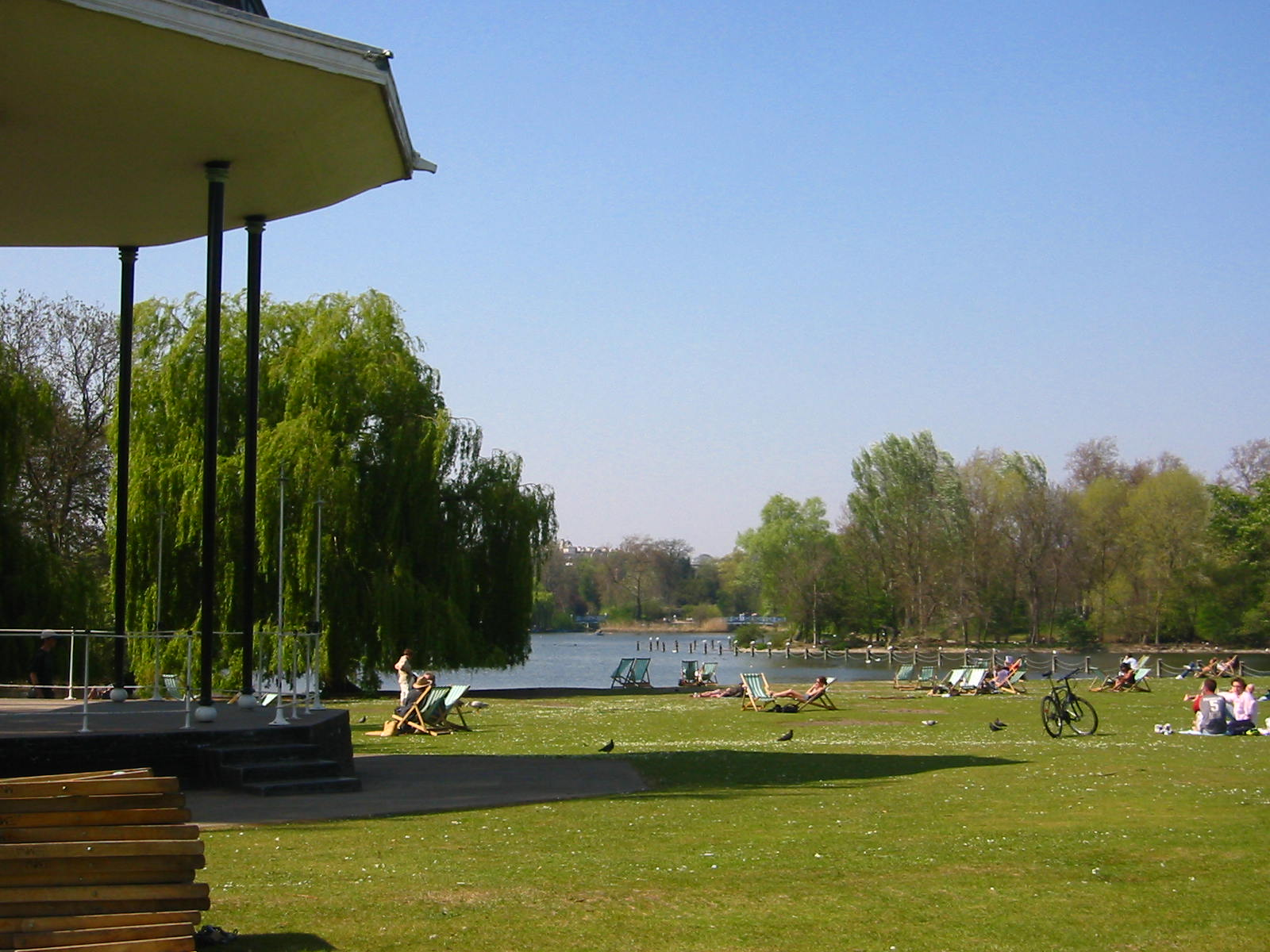
Regent’s Park in London mit Musikpavillon und Rudersee

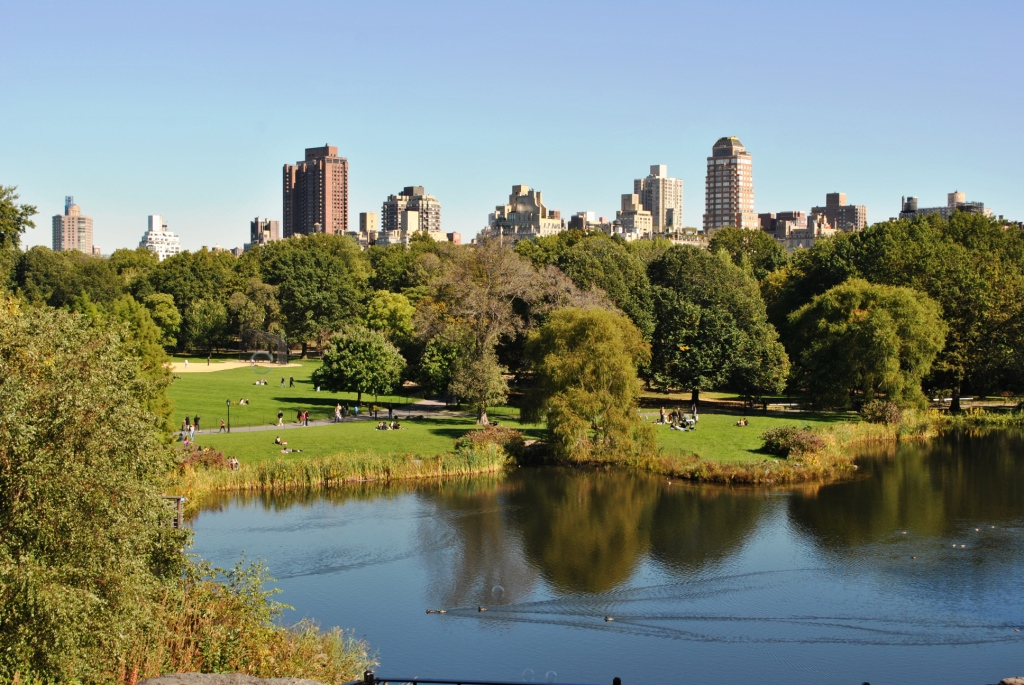
Central Park in New York

Das Wort Park (von mittellateinisch parricus „Gehege“; Mehrzahl Parks, bisweilen Pärke in der Schweiz) bezeichnet nach den Regeln der Gartenkunst gestaltete größere Grünflächen, die der Verschönerung und der Erholung dienen. Ein Park möchte dabei mit Rasen, formbestimmenden Gehölzen und Architekturelementen eine idealisierte Landschaft erzielen.

## Geschichte
Parks und herrschaftliche Gärten wurden zunächst meist außerhalb von Städten, oft als Schlosspark, Tiergarten („Wildpark“), mitunter auch als Jagdpark, großflächige Landschaftsgartenanlagen angelegt. Beispiele hierfür sind der sogenannte „französische Park“ im geometrisch-regelmäßigen Stil oder der „englische Landschaftspark“ im naturähnlich-unregelmäßigen Stil.
Der Landschaftskünstler Pückler-Muskau verfocht die Idee, dass der Park nur den „Charakter der freien Natur und Landschaft haben darf“. Der sei eine idealisierte Natur und suche die schönsten nachbildungsfähigen landschaftlichen Bilder auf einem begrenzten Raum zu vereinigen. Wohl berechnete der Parkgestalter die Baumverteilung und Farbenmischung, dennoch durften die Eingriffe menschlicher Hand nur an den Wegen und Gebäuden sichtbar sein. Blumenverzierungen auf Beeten sind im Park ausgeschlossen; gleichwohl sollen Blumen mehr als in der freien Natur Wälder, Gebüsche, Wiesen und Gewässer schmücken, jedoch so, dass die künstliche Anpflanzung nicht bemerkt wird.
Der Park ist ein großer Garten im natürlichen Stil, aber nicht alle Gärten dieses Stils können Park genannt werden oder sind Parkgärten. Eine ansehnliche Größe des Parks war wünschenswert, aber nicht notwendig. Im kleinen Park wurde der Wald zum Wäldchen und Hain, der See zum Weiher (Teich).
Seit Mitte des 18. Jahrhunderts wurden zunehmend innerstädtische Aufenthalts- und Erholungsgebiete errichtet, etwa Volksgärten, Volksparks und Stadtparks (siehe: Volksgarten) sowie Stadtwälder.
Die Funktion von Wäldern und Parks als „Grüne Lungen“ gilt besonders in der Nähe von Städten und Ballungsgebieten als besonders wichtig. Das bezieht sich in erster Linie auf die Sauerstoffbildung, aber daneben auch auf die Wirkung als Staubfilter durch die Blätter und Nadeln.
In Deutschland unterscheidet man zudem je nach Fläche Parks mit bestimmtem Status. Geschützte Naturflächen von mindestens 20.000 Hektar mit geringem Schutzgrad und hauptsächlich touristischem Erholungsgebiet werden als Naturpark bezeichnet, ab einer Fläche von mindestens 10.000 Hektar mit mittlerem bis hohem Schutzgrad gelten sie als Nationalparks. Im übertragenen Sinne wird der Begriff auch für großflächige Gebiete benutzt, etwa Landschaftspark und Regionalpark.

## Einzelne Formen von Parks und Gärten

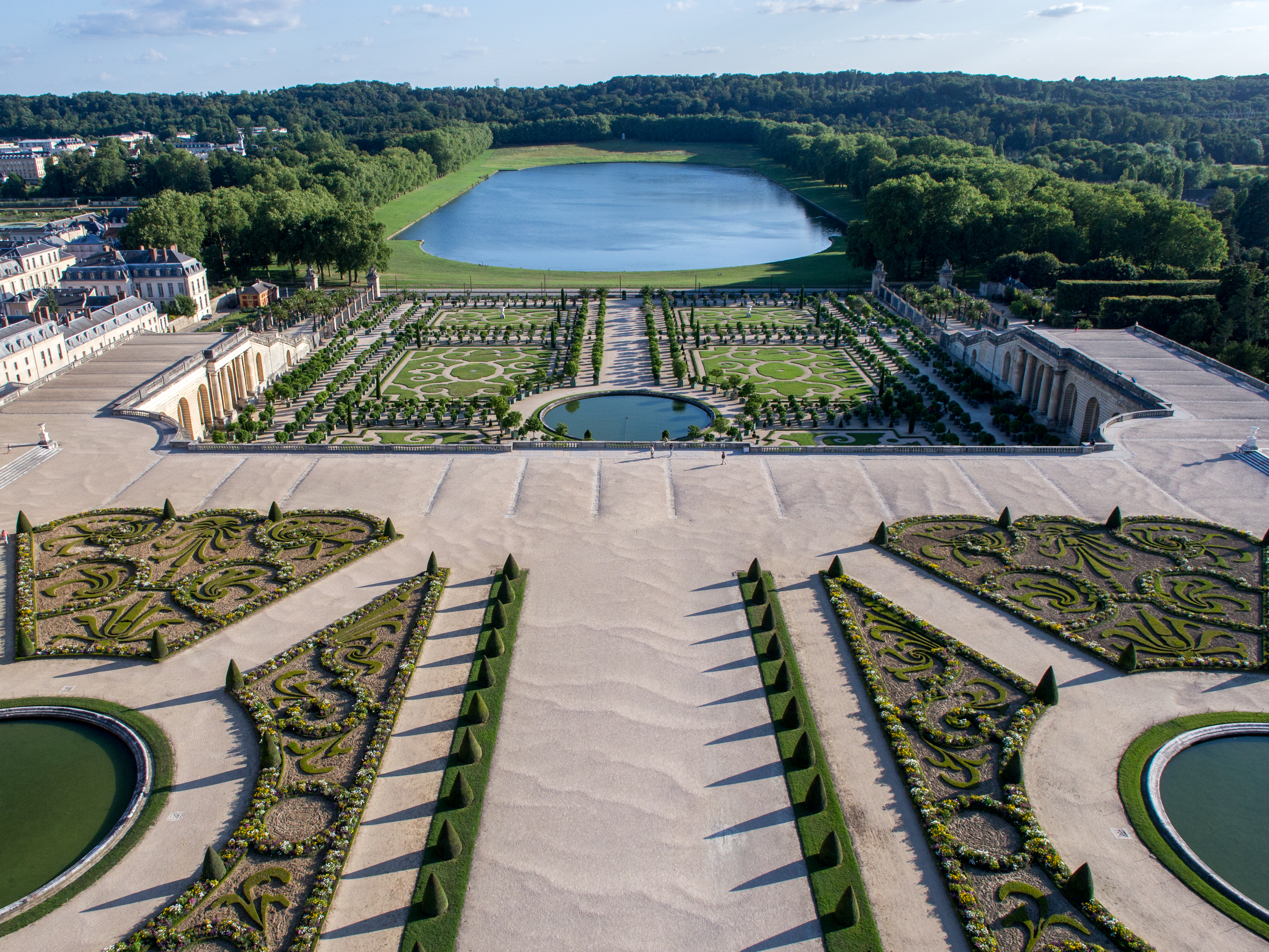
Schlosspark des Schloss Versailles als Beispiel französischer Gartenarchitektur mit ihren symmetrischen Formen

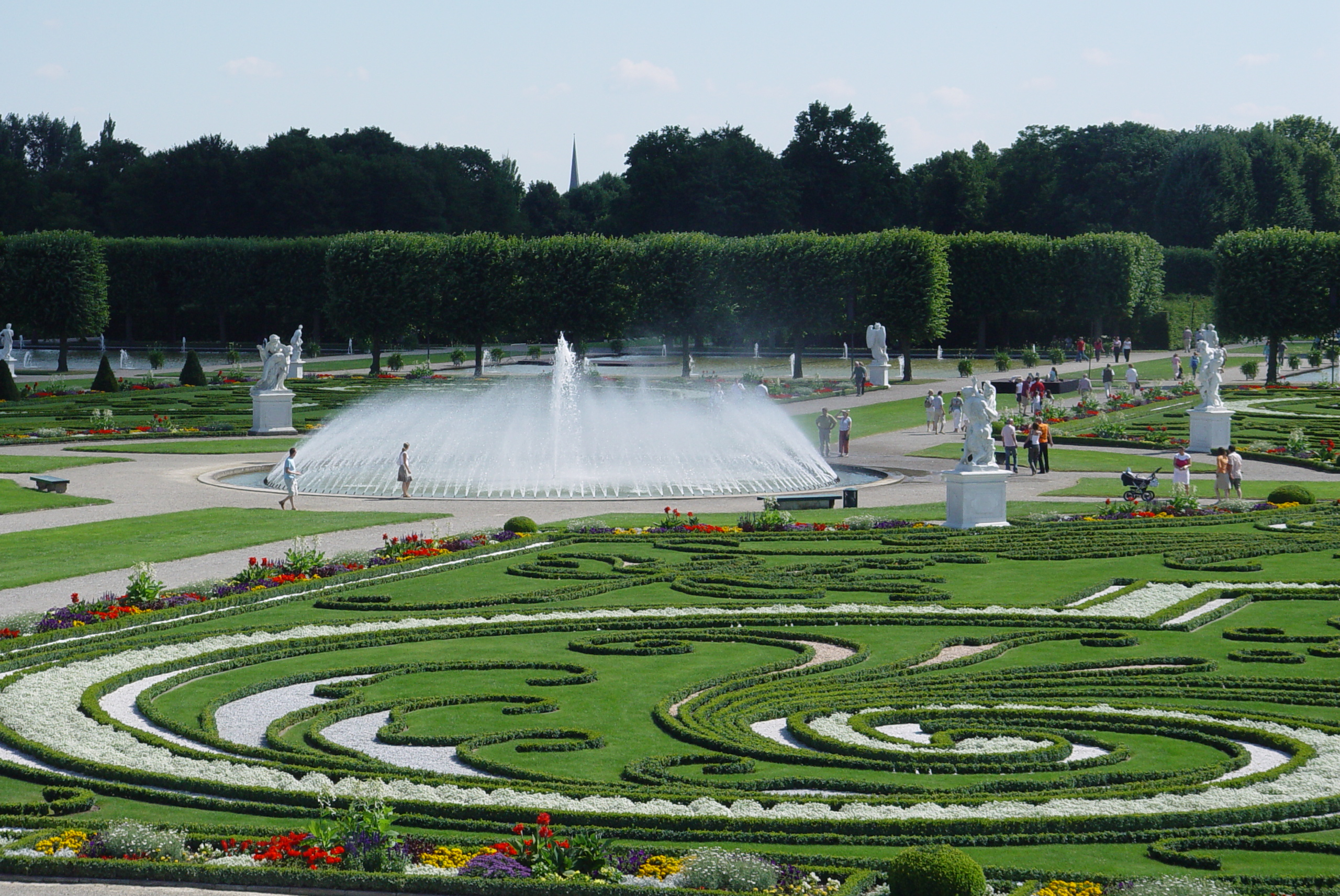
Broderiebeet im Großen Garten der Herrenhäuser Gärten in Hannover

Bei der Gestaltung von Gartenanlagen lassen sich historisch zwei verschiedene Grundtypen der Gartenarchitektur unterscheiden, die heute jedoch häufig kombiniert werden:
Zum einen der Französische Garten, der zur Zeit des Barocks in Frankreich als Schlosspark entstand. Während die Gärten der Renaissance noch kleinräumiger gestaltet, weniger differenziert und mit einem weniger deutlichen Bezug zum Gebäude gestaltet waren, so wurde der Barockgarten Teil des architektonischen Gesamtkonzeptes des Schlosses. Die Planung der Gartenanlagen erfolgte in enger Abstimmung mit den Architekten der Residenzen, so dass Schloss, Schlosspark, die Nebengebäude und manchmal auch die vorgelagerte Ortschaft ein gestalterisches Ganzes bildeten. Dabei wurde der Garten geometrisch gegliedert, indem durch Kanäle, Bassins und Wege gerade Haupt- und Nebenachsen gebildet wurden. Meist wird eine zentrale Sichtachse umgeben von einem System paralleler und sich in regelmäßigen Abständen rechtwinklig und sternförmig schneidender Wege. Dabei wurde höchster Wert auf Regelmäßigkeit und Symmetrie gelegt.
Zur formal strengen Gestaltung gehört auch die Abfolge der einzelnen Bereiche des Gartens und ihre jeweilige Ausgestaltung: vor der Gartenfassade des Schlosses befindet sich zunächst das Parterre, das durch die geraden, symmetrischen Achsen in abgetrennte Kompartimente unterteilt wird, die mit Rasenflächen, Blumenrabatten, Broderiebeeten in ornamentalen Formen, in Formschnitt geometrisch beschnittene Bäume, Sträucher und Hecken gestaltet wurden. Dazu ergänzend wurden oft Akzente durch Treppenanlagen, künstliche Grotten, Springbrunnen, Wasserspiele und Skulpturen gesetzt. Häufig fanden sich im Parterre auch südländische Pflanzen, die im Winter in einer Orangerie untergebracht wurden. An das Parterre schließt sich meist das Boskett an, das ebenso symmetrisch angelegt ist, jedoch von streng geschnittenen, hohen Hecken und niedrigen Bäumen geprägt ist. Als Kontrapunkt zur Gebäudearchitektur beinhalten auch sie Gänge, größere Freiräume und häufig auch Treppen. In ihnen finden sich manchmal auch Irrgärten, Pavillons und offene „Konzertsäle“. Teilweise sind dort auch kleine Lustschlösser und Seen, die ebenfalls streng achsensymmetrisch angelegt sind und gerade Begrenzungen aufweisen, zu finden. Von den Bosketten führen die Wege in den weitläufigen Waldbereich des Parks, der zu Zeiten des höfischen Lebens vor allem als Jagdgebiet für die Hofgesellschaft diente. Erschlossen werden diese Waldflächen durch strahlenförmig angelegte Wege, während in den eigentlichen Waldbereichen die Symmetrie, die den Rest der Parkanlage prägte, häufig aufgegeben wird und diese natürlich wachsen können. Dem Zeitalter des Rationalismus entsprechend ist der Barockgarten ein ganz und gar künstliches, durch den Menschen geschaffenes Gebilde.
Typische Vertreter französischer Gärten sind in Frankreich die Schlossgärten von Versailles, Vaux-le-Vicomte und Chantilly; in Österreich die Schlossgärten von Schloss Schönbrunn und Schloss Belvedere in Wien sowie der Mirabellgarten des Schlosses Mirabell in Salzburg; in Deutschland die Schlossgärten von Schloss Charlottenburg in Berlin, Schloss Augustusburg in Brühl (Rheinland) und der Große Garten der Herrenhäuser Gärten in Hannover.

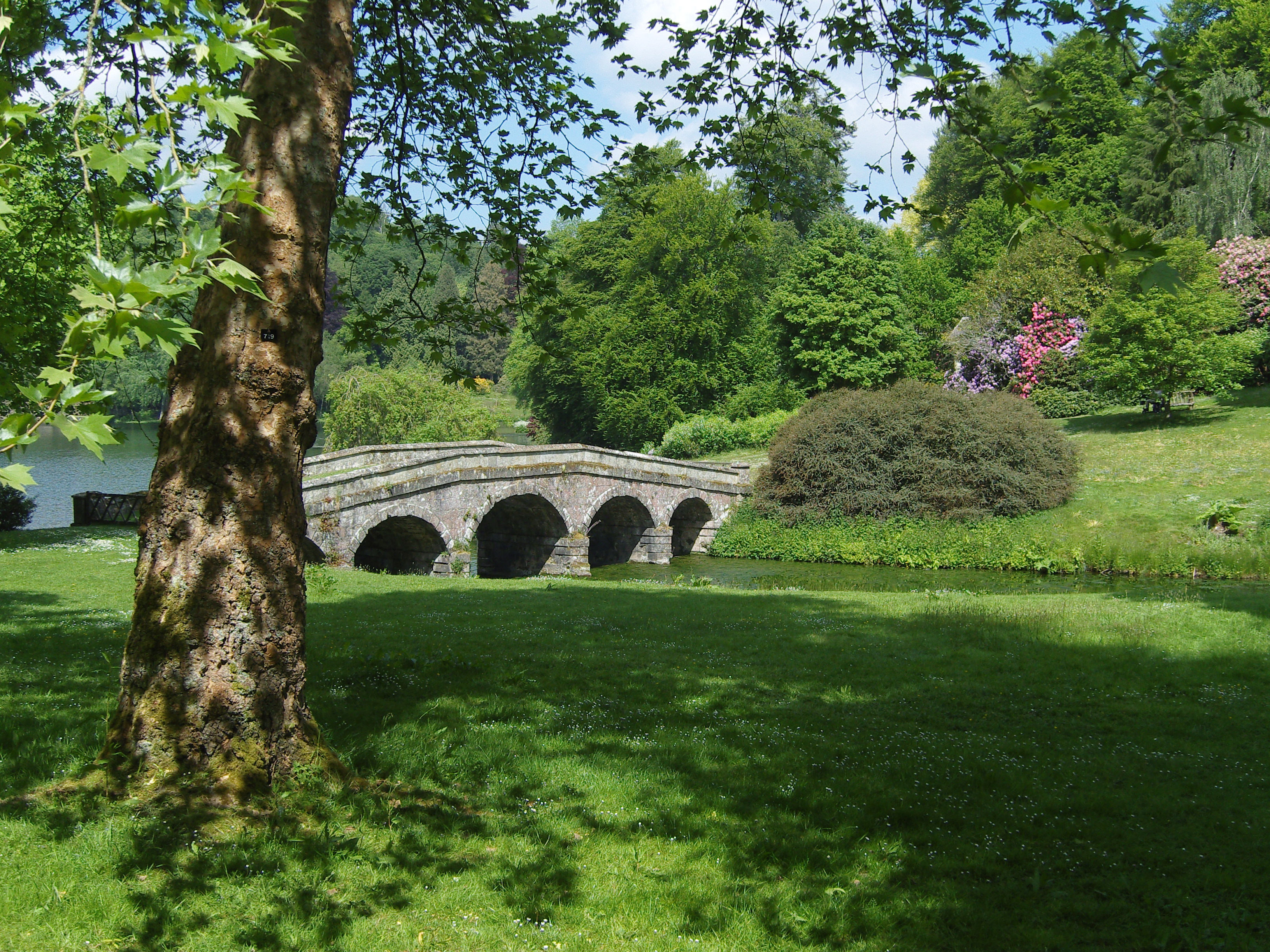
Stourhead Bridge in Stourhead, einem englischen Landschaftspark

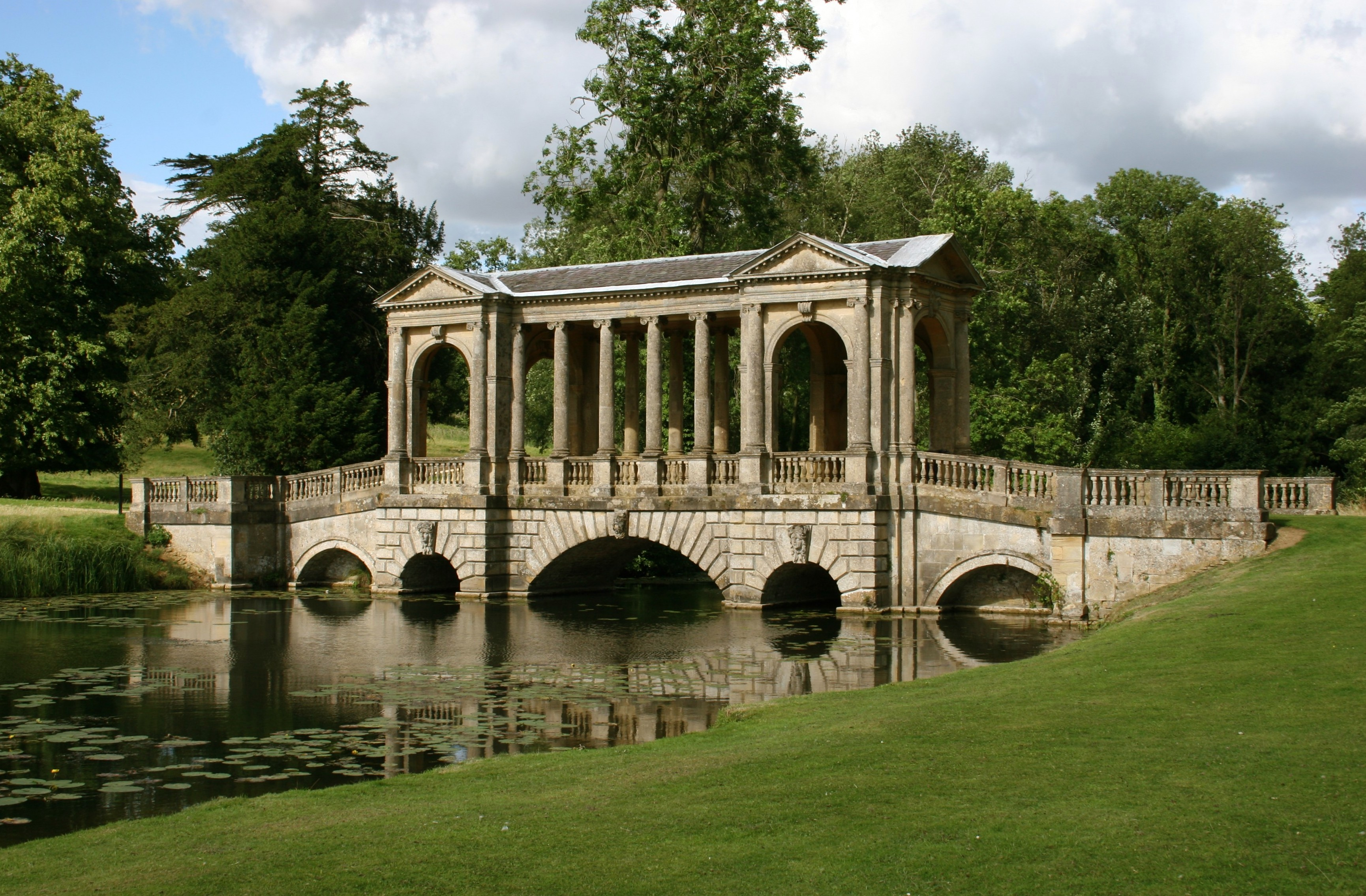
Architektonischer Akzent durch historisierendes Bauwerk; hier die Palladian Bridge im Stowe Landscape Gardens

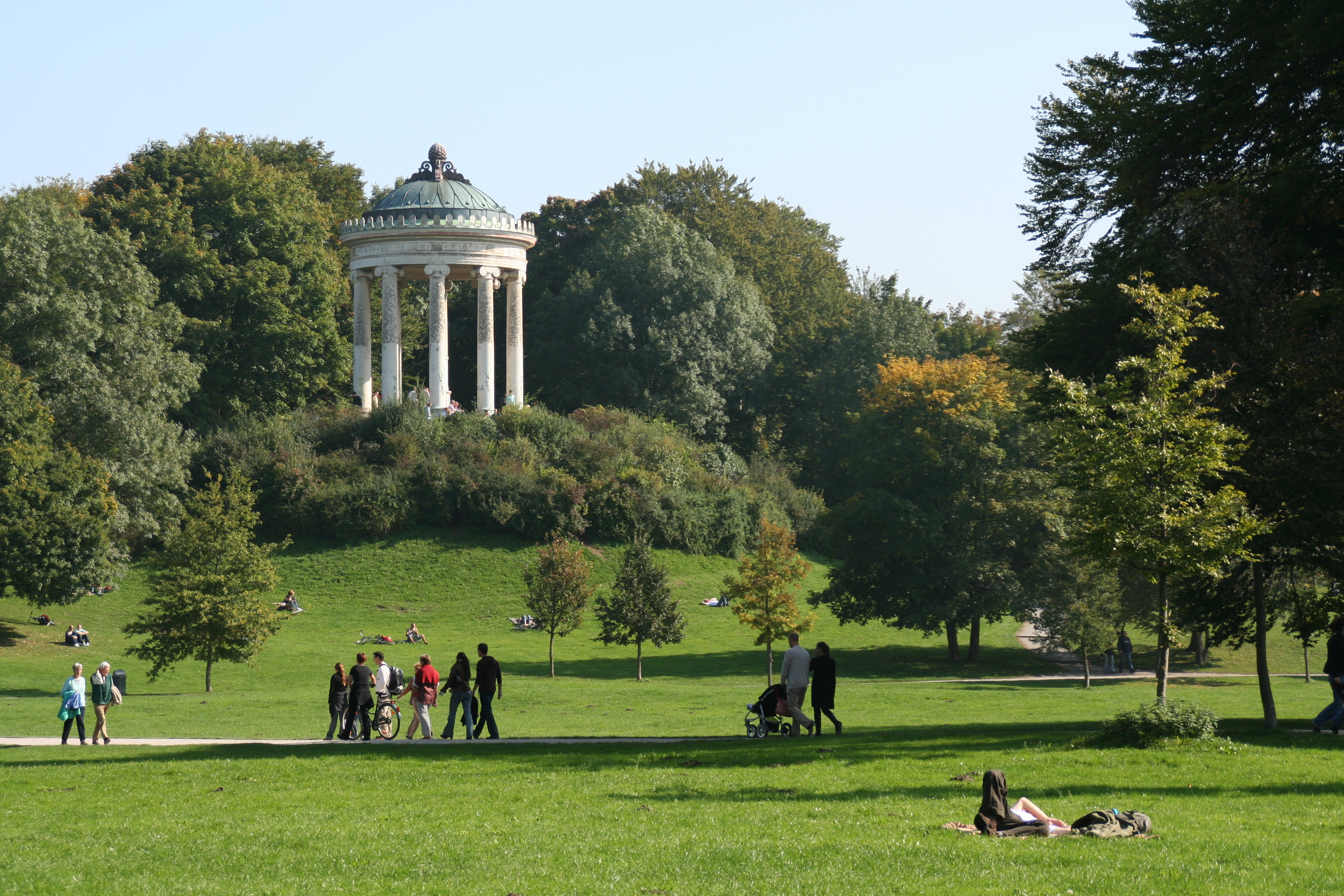
Englischer Garten in München mit Monopteros

Im Gegensatz dazu entwickelte sich der Englische Landschaftspark im England des 18. Jahrhunderts als Landschaftsgarten im bewussten Kontrast zum Barockgarten französischer Prägung, der die Natur in geometrisch exakte Formen zwang. Die Idee des englischen Gartens bestand darin, die bis dato vorhandene mathematische Strenge und Symmetrie der exakt angelegten Beete und beschnittenen Hecken zu eliminieren und sich bei der Gartengestaltung mehr nach dem zu richten, was die Natur idealerweise an Ausblicken zu bieten hat. In ihm sollte sich das Prinzip einer natürlichen Landschaft widerspiegeln, die durch unterschiedliche und abwechslungsreiche Eindrücke im Sinne des Ideals eines „begehbaren Landschaftsgemäldes“ dem Auge des Betrachters Vergnügen bereiten sollte. Trotz einer angestrebten „Natürlichkeit“ ist ein englischer Garten ein Kunstwerk, das sich an der Ästhetik eines Landschaftsgemäldes der idealen Landschaftsmalerei orientiert. Entsprechend diesem Ziel löst sich der englische Landschaftspark nicht nur bei der Gestaltung der Grünflächen von den barocken Idealen, auch die Gehwege sind nun nicht mehr gerade und in parallelen Abständen, sondern geschwungen und sie bilden ein unregelmäßiges Wegenetz. Auch die in diesen Parks häufig vorkommenden Gewässer weisen nicht mehr die Symmetrie und geraden Begrenzungen der Wasserflächen französisch geprägter Gärten auf, sondern sie sind wie natürliche Seen, Teiche und Bachläufe angelegt. Während sich, als weiterer Unterschied zum französischen Barockgarten, im klassischen englischen Landschaftsgarten kaum Blühpflanzen finden, ist dieses Charakteristikum in neueren Parkanlagen englischer Prägung häufig aufgegeben: dort finden sich sowohl Blumenbeete, die jedoch in der Regel nicht symmetrisch angelegt sind, als auch Bereiche mit wild wachsenden Blühpflanzen.
Ein weiteres häufiges Merkmal englischer Landschaftsparks sind architektonische Akzente, die an einzelnen Stellen des Parks dem Auge Abwechslung bieten und zu einem malerischen, romantischen Gesamteindruck beitragen sollen. Neben Zweckbauten wie Brücken, die Gewässer oder tiefergelegene landschaftliche Abschnitte überwinden, finden sich zahlreiche Zierbauten (sogenannte Staffagebauten oder Follies), die wie Kulissen die Landschaft bereichern sollen. Darunter finden sich beispielsweise Türme, künstliche Ruinen sowie kleine, historisierende Gebäude, die frühere Architekturstile nachahmen und zum Beispiel als Monopteros oder Arkaden auftreten können. Die Abgrenzung von der umgebenden Landschaft geschieht bei englischen Landschaftsparks häufig durch aus der Ferne unsichtbare Gräben, oft in Ergänzung mit versenkten Mauern, sogenannte Ha-Has. Dies bietet den Vorteil, dass der Übergang nicht erkennbar ist und der Park mit der weiter hinten liegenden Landschaft optisch verschmilzt, ohne dass Hecken, Zäune oder Mauern den Ausblick stören.
Typische Vertreter englischer Landschaftsparks sind in England Stourhead bei Stourton in Wiltshire, Stowe Landscape Gardens von Stowe House in Stowe, Prior Park bei Bath und Kew Gardens in London; in Deutschland der Georgengarten und der Welfengarten der Herrenhäuser Gärten in Hannover, der Wörlitzer Park in Wörlitz, der Bürgerpark in Bremen, der Park Babelsberg und der Neue Garten in Potsdam, der Glienicker Park und die Pfaueninsel in Berlin sowie der Englische Garten in München.
Ende des 18. Jahrhunderts entstand in Deutschland die Idee der Volksgärten, die mit ihren Wiesen, Blumenbeeten, Teichen, Denkmälern und Pavillons eindeutig von den Landschaftsparks englischer Art geprägt waren. Die Zielsetzung war jedoch eine andere: primäre Aufgabe war nicht mehr die Schaffung eines idealisierten Stücks Natur im Kleinen, sondern nun ging es primär darum, der Bevölkerung urbaner Räume Flächen zur Erholung zu bieten. Dabei waren jedoch nach wie vor die ästhetischen Kriterien traditioneller Gartenkunst prägend. Aus der Kritik an den Volksgärten, die mit ihrer Bindung an traditionelle Prinzipien der Gartenkunst nur ein Spazierengehen auf dafür vorgesehenen Wegen ermöglichten, entstand dann Ende des 19. Jahrhunderts die Idee der Volksparks, die den nutzerbezogenen Erholungsgedanken noch stärker betonten. Typisch waren große und zusammenhängende, betretbare Spiel- und Sportflächen, auch unter Zulassen von eventuell dadurch entstehenden Trampelpfaden.
Aus diesen Volksgärten und Volksparks sind dann die heutigen Stadtparks moderner Prägung entstanden; dabei wird jedoch nicht mehr terminologisch streng unterschieden, sondern die Ausdrücke Volksgarten, Volkspark, Stadtgarten und Stadtpark werden heute weitestgehend synonym verwendet. Auch bezüglich der gartenbaulichen Konzeption lassen sich viele moderne Parkanlagen heute nicht mehr eindeutig den Grundtypen französischer oder englischer Gestaltung zuordnen, sondern weisen häufig Elemente beider Konzeptionen auf. Zwar hat sich bei Parkanlagen, die nicht als Angliederung an ein Schloss entstanden sind, meist der Landschaftsgarten englischer Ausprägung durchgesetzt, der jedoch auch Bereiche aufweisen kann, die an die strenge Symmetrie französischer Barockgärten erinnern. So ist beispielsweise der Hamburger Stadtpark größtenteils als „Englischer Park“ angelegt, weist jedoch vor allem im Bereich des Rosengartens, des Kurgartens und des Steingartens die Symmetrie französischer Gartenarchitektur auf. Weitere Beispiele sind der Italian Garden im Hyde Park, der Dutch Garden in Kensington Gardens und Queen Mary’s Rose Gardens im Regent’s Park in London.

## Wichtige Typen von Parks und Gärten
- Archäologischer Park
- Bergpark
- Blindengarten
- Botanischer Garten
- Englischer Park/Landschaftsgarten

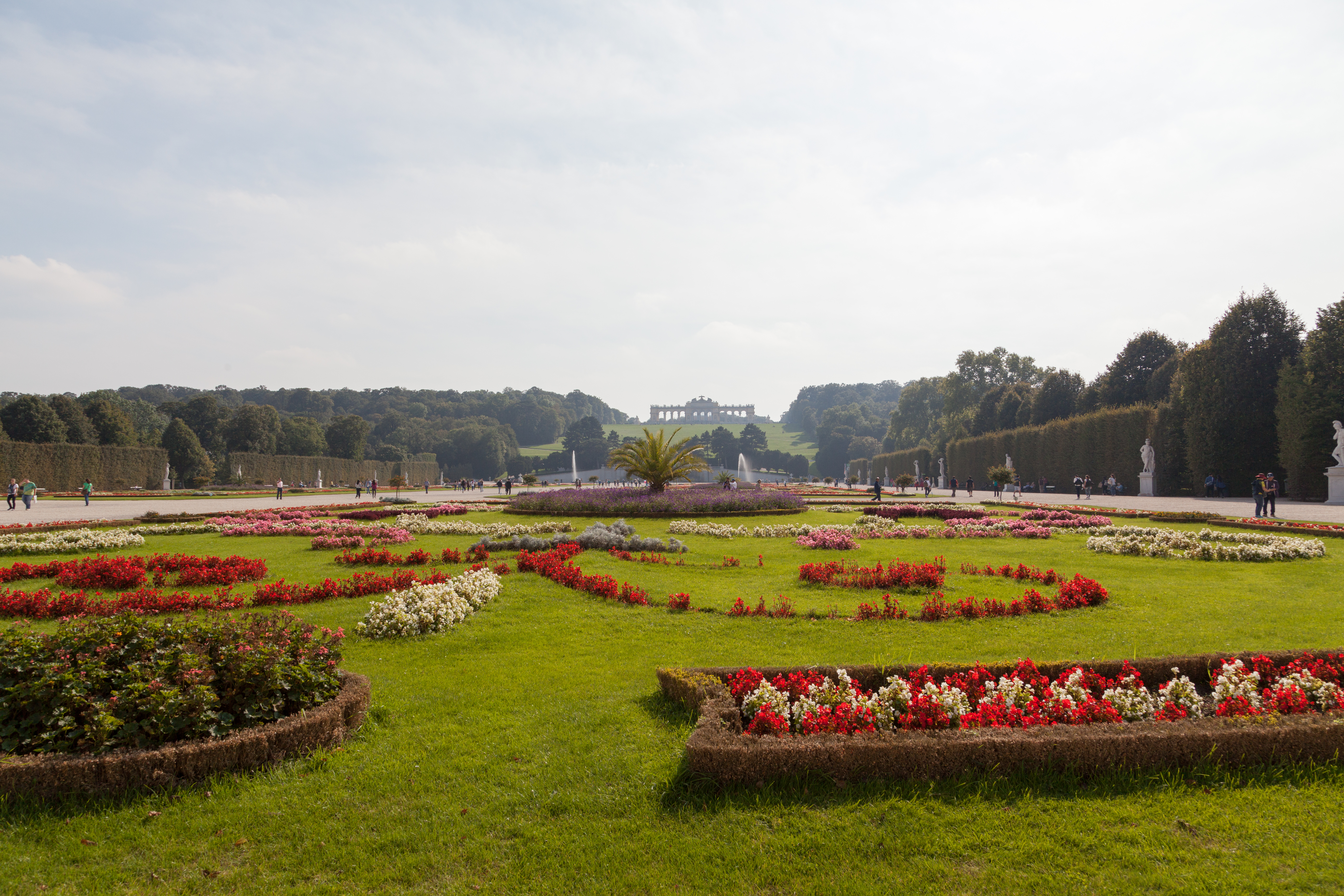
Schlosspark des Schloss Schönbrunn in Wien

- Französischer Park/Garten (Bosquettgarten, meist nur kurz Barockgarten)
- Freizeitpark (Erlebnispark, Miniaturenpark, Märchenpark, Märchenwald)
- Kunstpark
- Kurpark
- Landschaftspark
- Nationalpark
- Naturpark
- Pocket-Park
- Regionalpark
- Schlosspark
- Sportpark
- Themenpark
- Vergnügungspark
- Volksgarten (Volkspark, Stadtpark, Stadtgarten)
- Zoo (Wildpark, Wildgehege, Tiergarten, Tierpark, Safaripark)

## Größenvergleich bekannter städtischer Parks

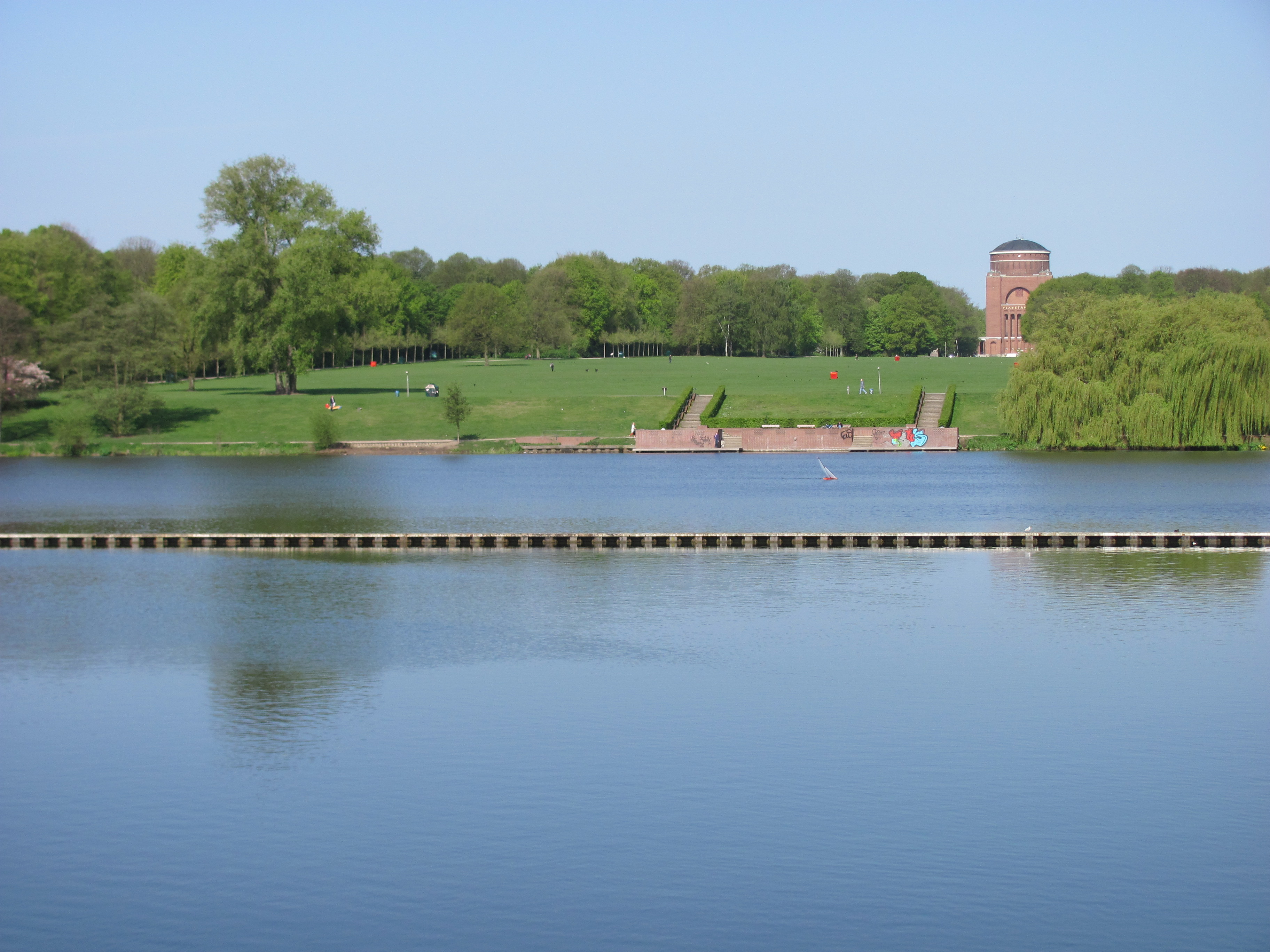
Hamburger Stadtpark mit Stadtparksee und Observatorium

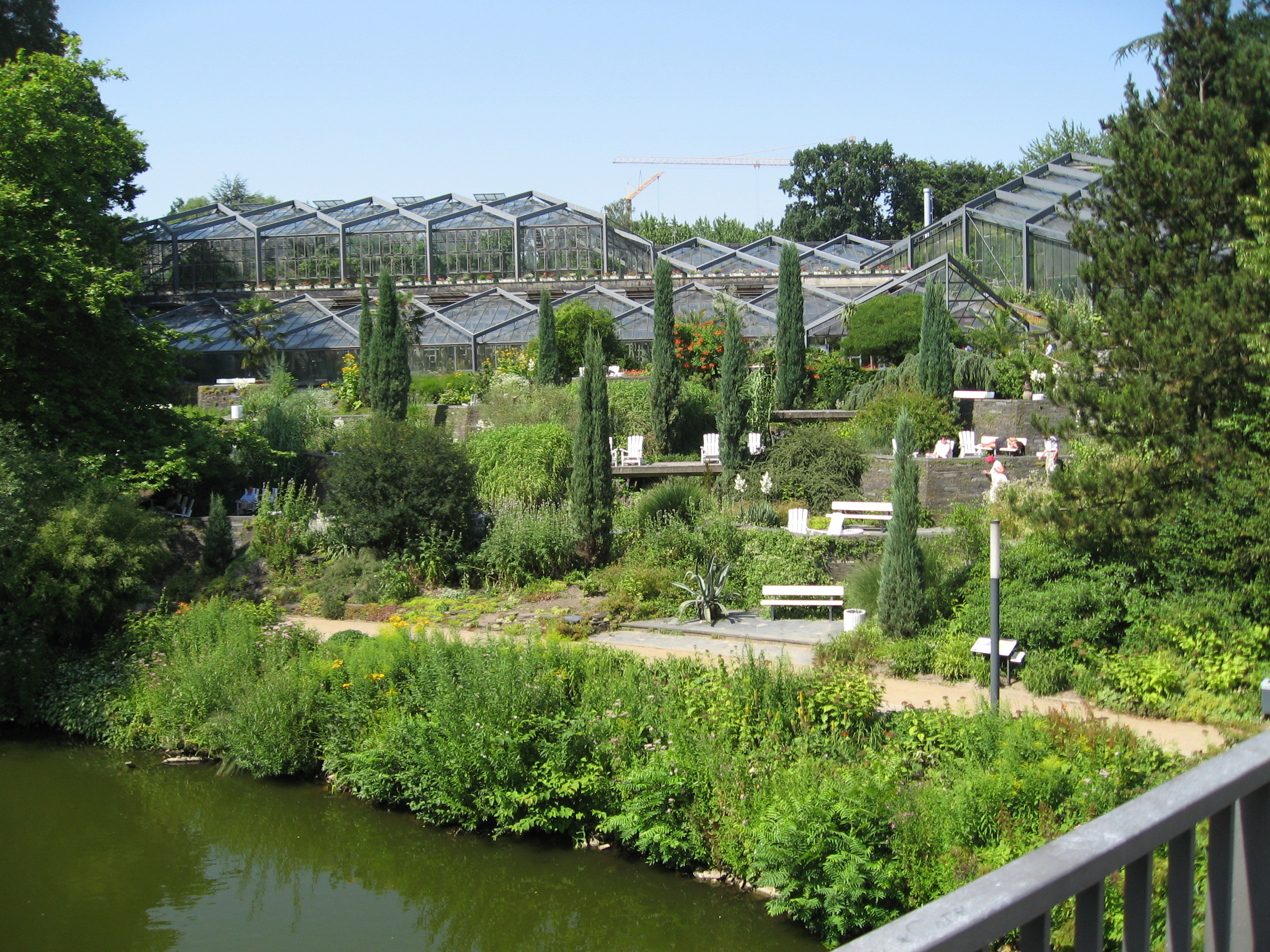
„Mittelmeerterrassen“ im (alten) Botanischen Garten im Hamburger Park Planten un Blomen (im Hintergrund das Schau-Gewächshaus)

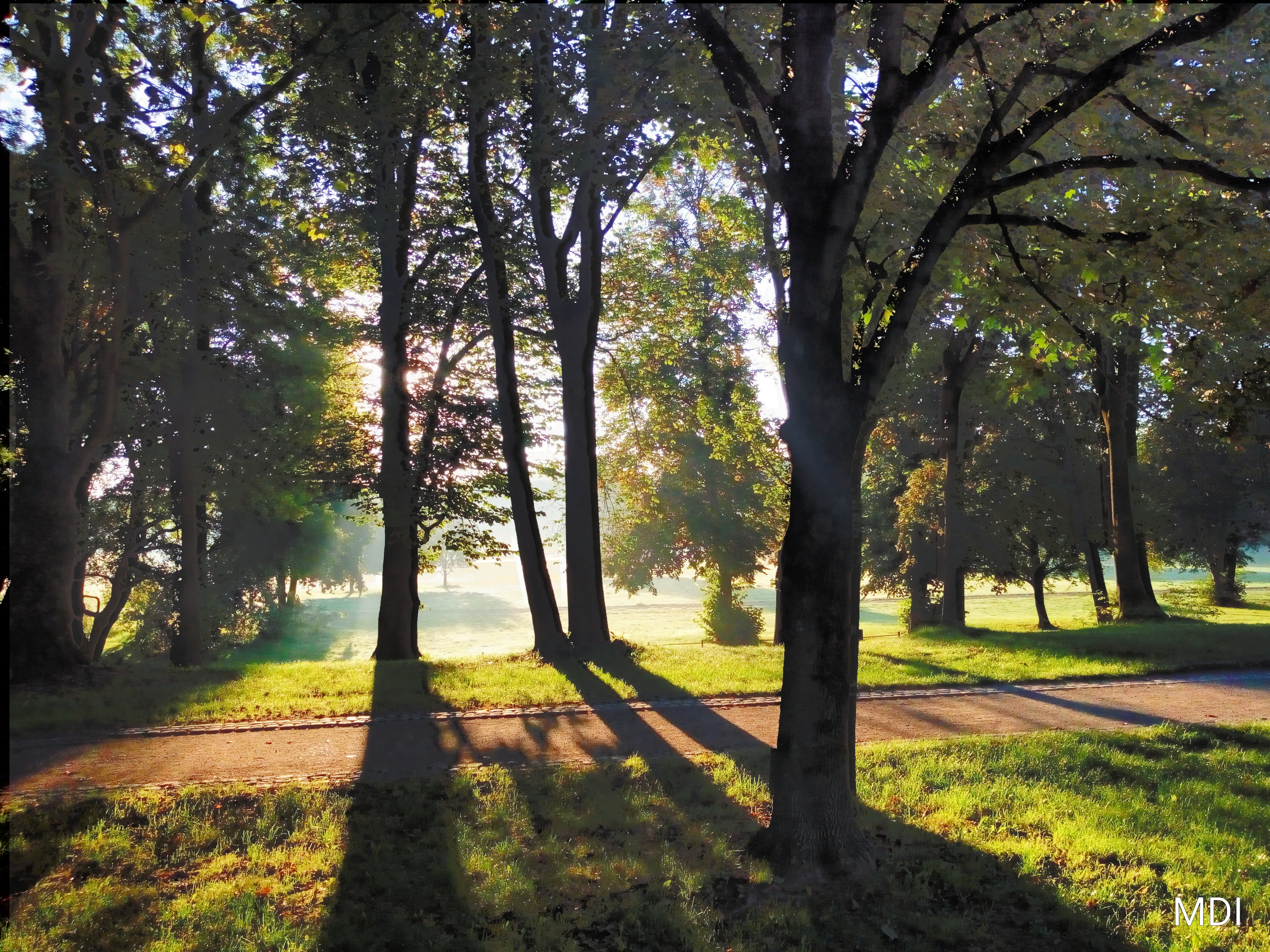
Englischer Garten in München, aufgenommen von der Königinstraße im September 2018

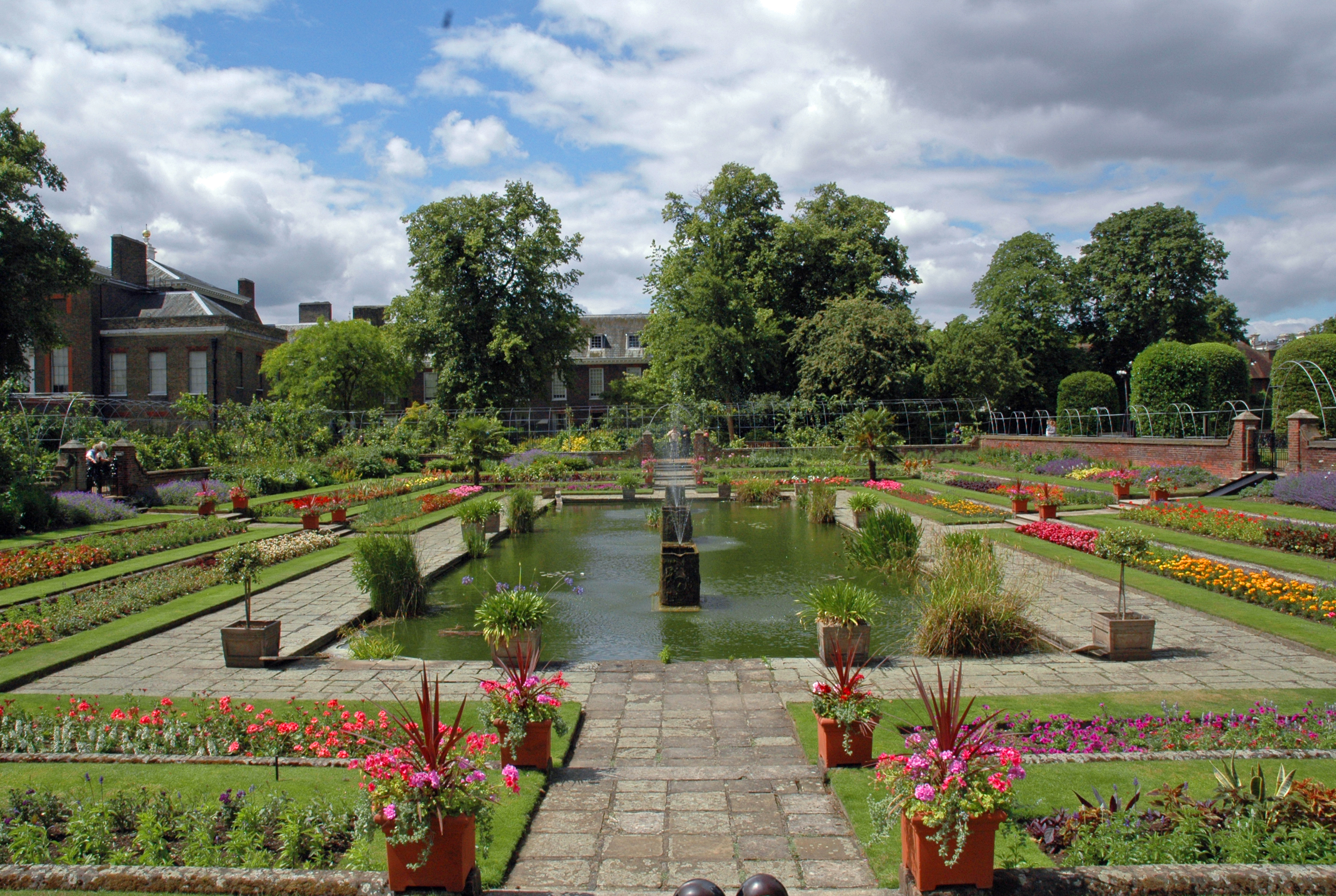
Dutch Garden in Kensington Gardens (London)

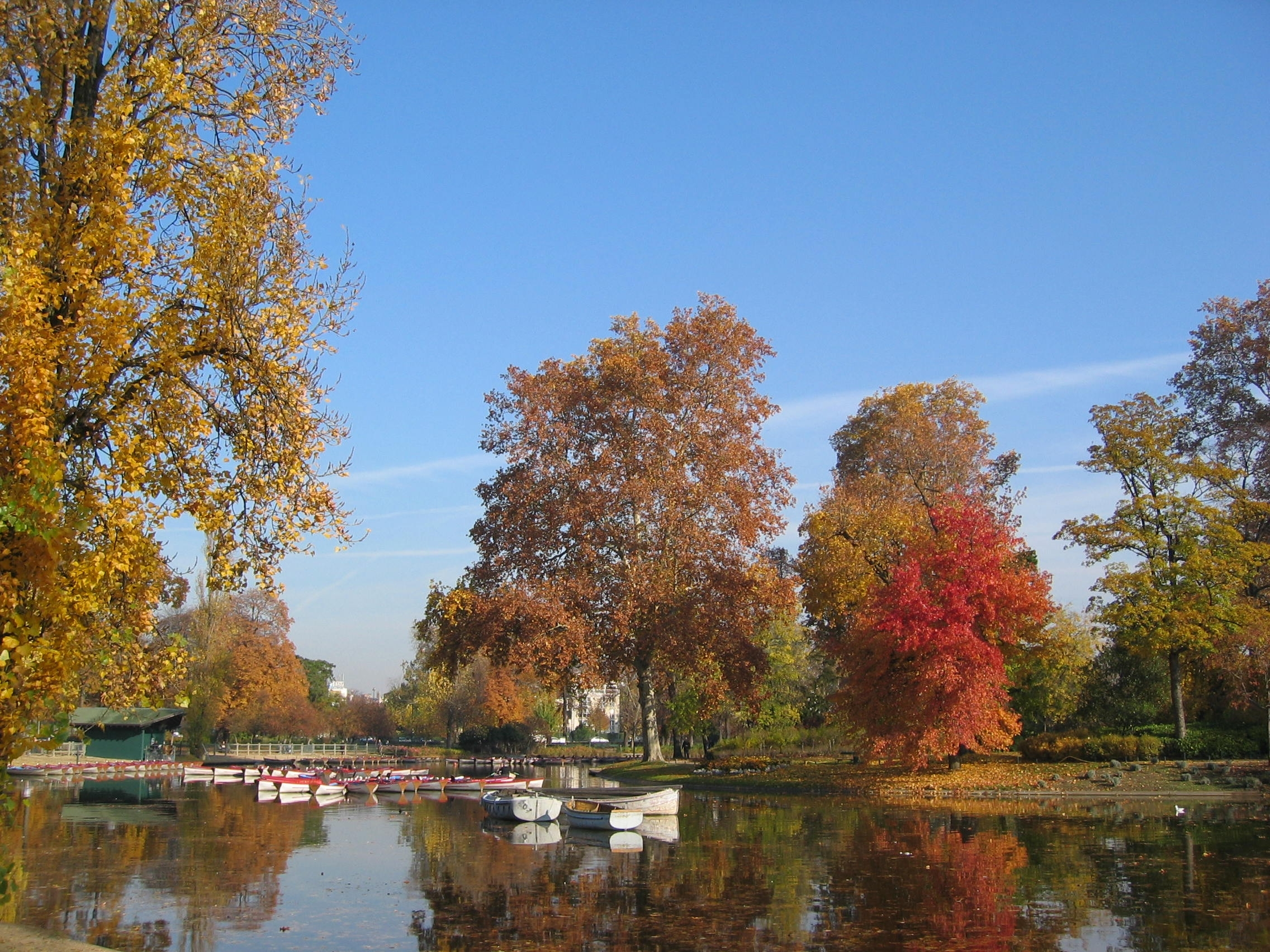
Lac Daumesnil im Bois de Vincennes in Paris

| Internationaler Größenvergleich              | Internationaler Größenvergleich |
| Anlage                                       | Größe in km²                    |
| -------------------------------------------- | ------------------------------- |
| Nationalstadtpark, Stockholm                 | 2700                            |
| Richmond Park, London                        | 1000                            |
| Bois de Vincennes, Paris                     | 09,95                           |
| Amsterdamse Bos, Amsterdam                   | 09,35                           |
| Sutton Park, Birmingham                      | 0900                            |
| Bois de Boulogne, Paris                      | 08,40                           |
| Fürst-Pückler-Park Bad Muskau, Bad Muskau    | 08,30                           |
| Phoenix Park, Dublin                         | 0700                            |
| Eilenriede, Hannover                         | 06,400                          |
| Schlesischer Park, Chorzów/Katowice          | 06,20                           |
| Wiener Prater, Wien                          | 0600                            |
| Golden Gate Park, San Francisco              | 04,10                           |
| Kings Park, Perth                            | 0400                            |
| Friedhof Ohlsdorf, Hamburg                   | 03,89                           |
| Englischer Garten, München                   | 03,75                           |
| Tempelhofer Park, Berlin                     | 03,55                           |
| Central Park, New York                       | 03,49                           |
| Hampstead Heath, London                      | 03,20                           |
| Borissowa gradina, Sofia                     | 03,02                           |
| Barmer Anlagen, Wuppertal                    | 0300                            |
| Hyde Park & Kensington Gardens, London       | 02,50                           |
| Großer Tiergarten, Berlin                    | 02,10                           |
| Altonaer Volkspark, Hamburg                  | 02,05                           |
| Bürgerpark und Stadtwald, Bremen             | 02,02                           |
| Großer Garten, Dresden                       | 01,8                            |
| Regent’s Park, London                        | 01,70                           |
| Niddapark, Frankfurt am Main                 | 01,68                           |
| Rheinaue, Bonn                               | 01,60                           |
| Stadtpark, Hamburg                           | 01,50                           |
| Volkspark Jungfernheide, Berlin              | 01,40                           |
| Volkspark Dutzendteich, Nürnberg             | 01,30                           |
| Park Babelsberg, Potsdam                     | 01,24                           |
| Kew Gardens, London                          | 01,21                           |
| Glienicker Park, Berlin                      | 01,16                           |
| Branitzer Park, Branitz (Cottbus)            | 01,12                           |
| Wörlitzer Park, Dessau-Wörlitzer Gartenreich | 01,12                           |
| Neuer Garten, Potsdam                        | 01,02                           |
| Treptower Park, Berlin                       | 00,88                           |
| Battersea Park, London                       | 00,83                           |
| Volkspark Wuhlheide, Berlin                  | 00,79                           |
| Volkspark Rehberge, Berlin                   | 00,78                           |
| Bürgerpark Theresienstein, Hof (Saale)       | 00,70                           |
| Westfalenpark, Dortmund                      | 00,70                           |
| Rombergpark, Dortmund                        | 00,68                           |
| Grugapark, Essen                             | 00,65                           |
| Volkspark Friedrichshain, Berlin             | 00,49                           |
| Planten un Blomen, Hamburg                   | 00,47                           |
| Keukenhof, Lisse                             | 00,32                           |

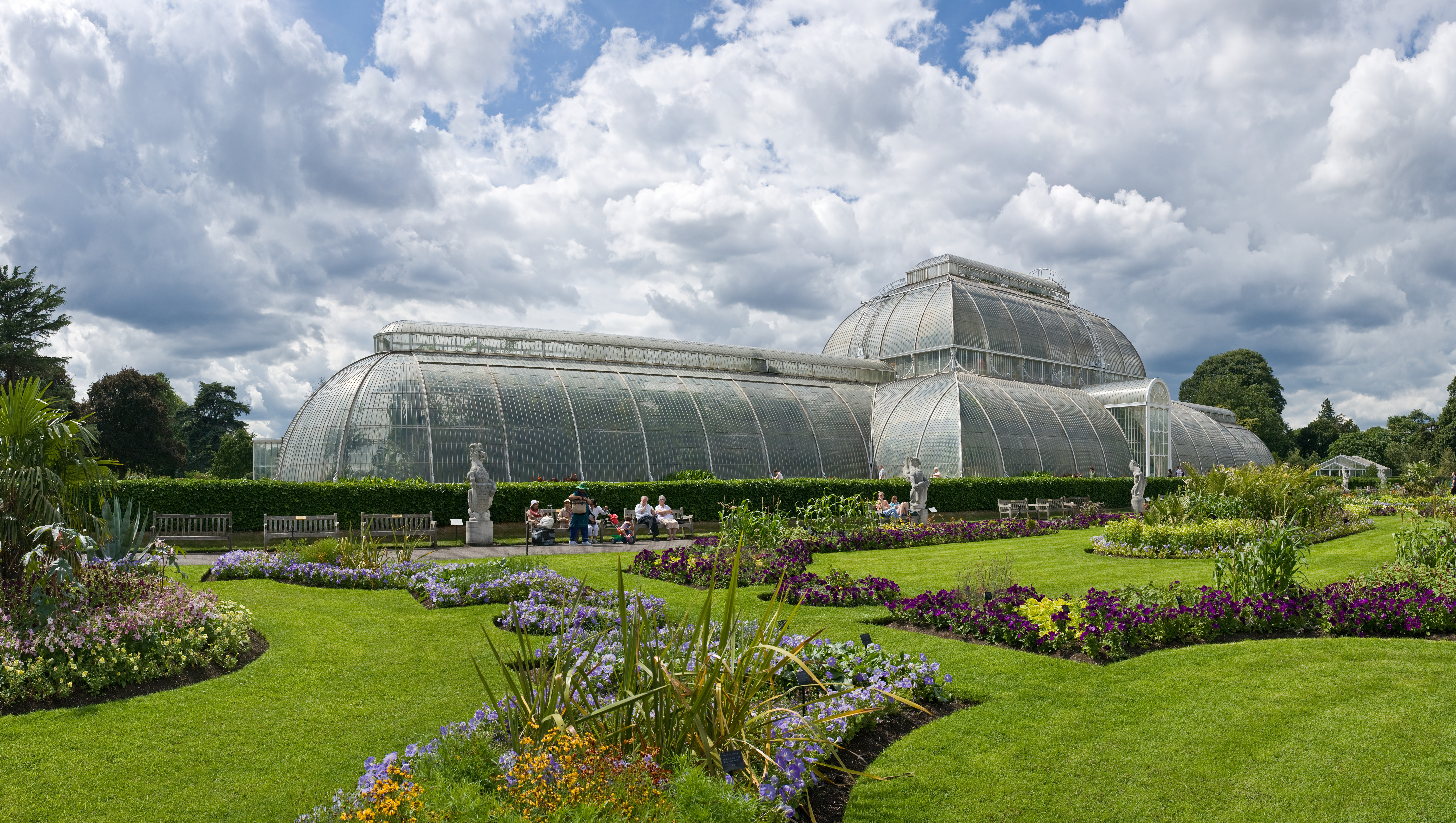
Palmenhaus in Kew Gardens, London
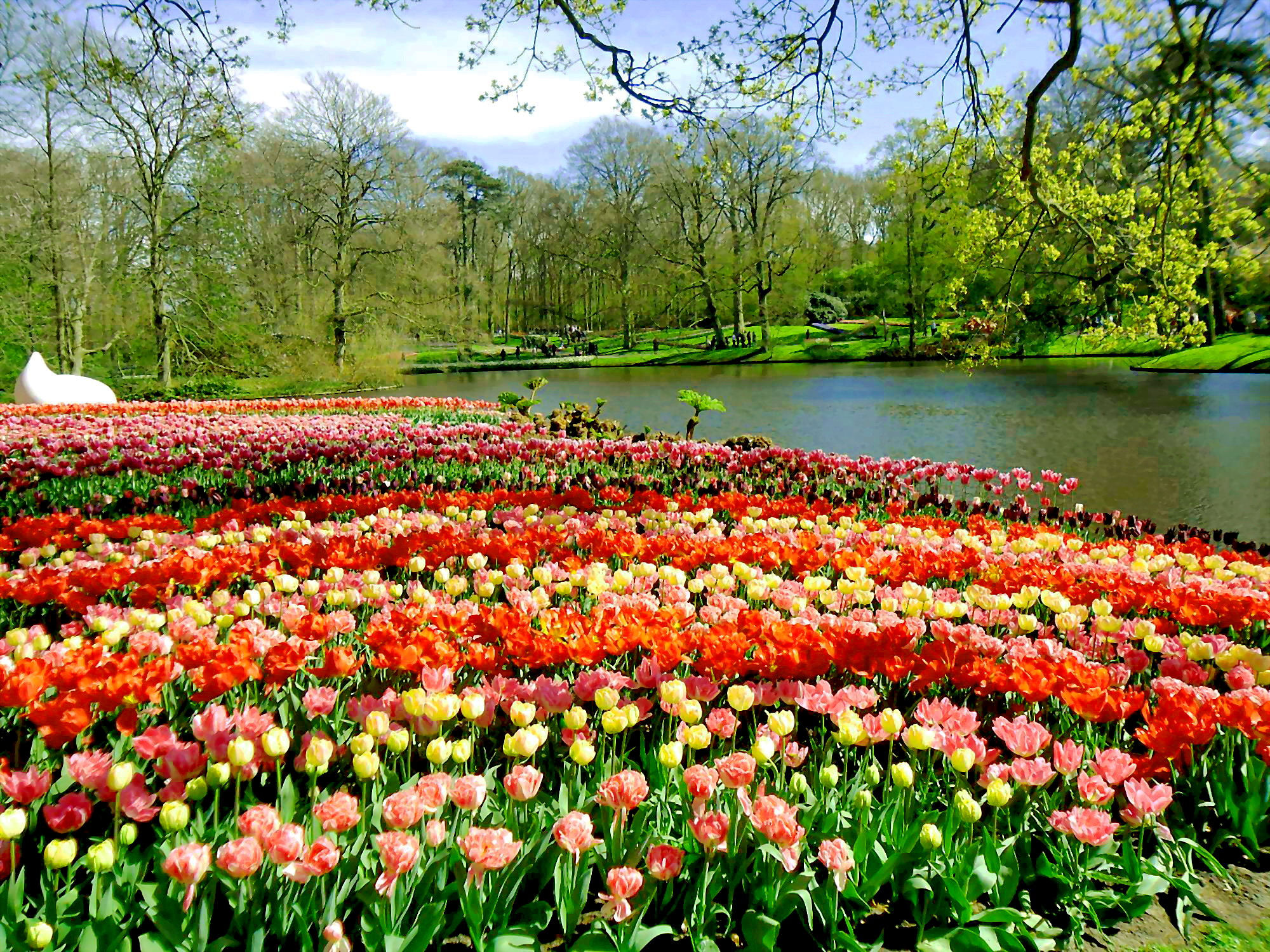
Tulpenbeet im Keukenhof, Niederlande
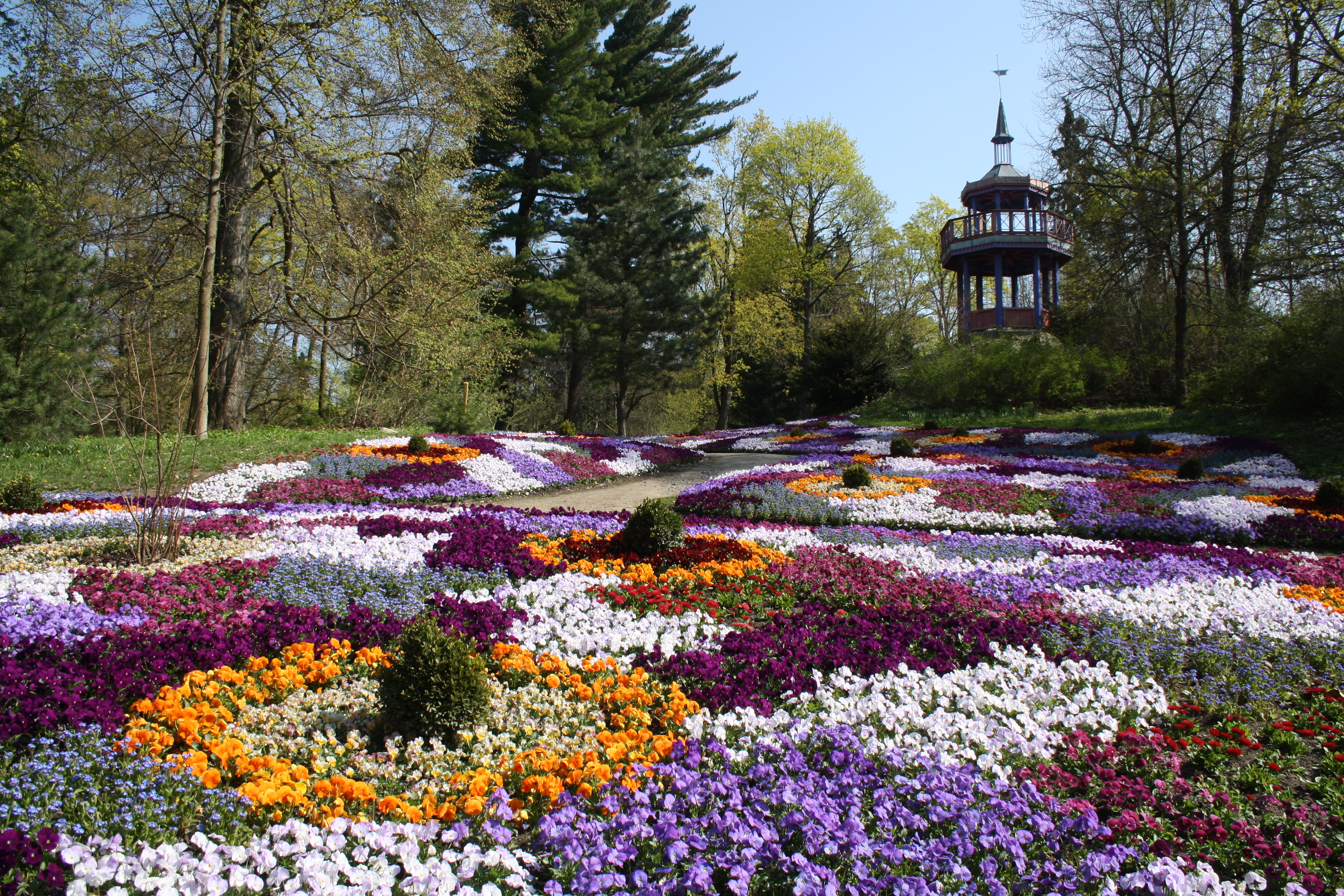
Theresienstein in Hof (Saale)
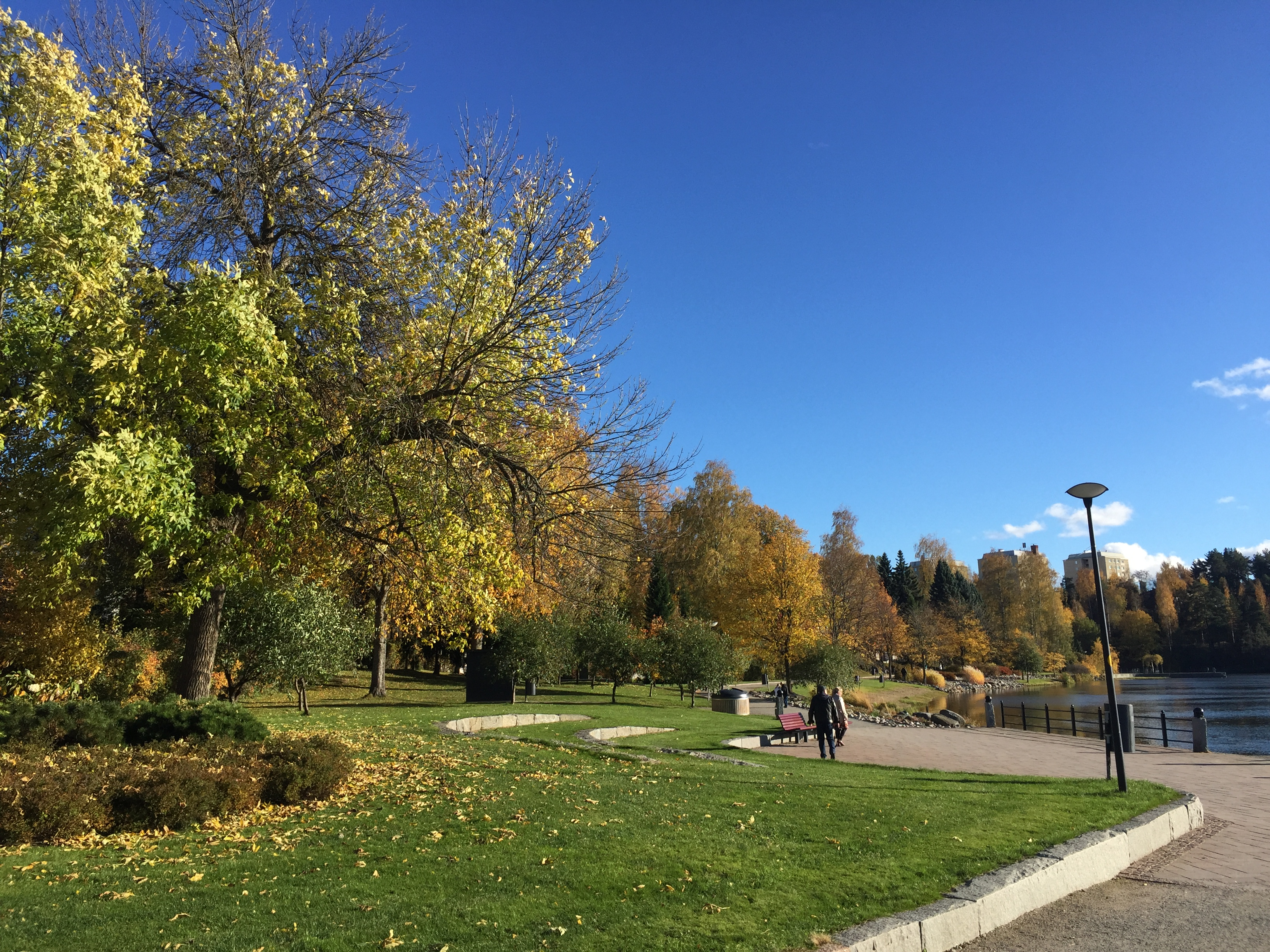
Valkeisenpuisto in Kuopio, Finnland
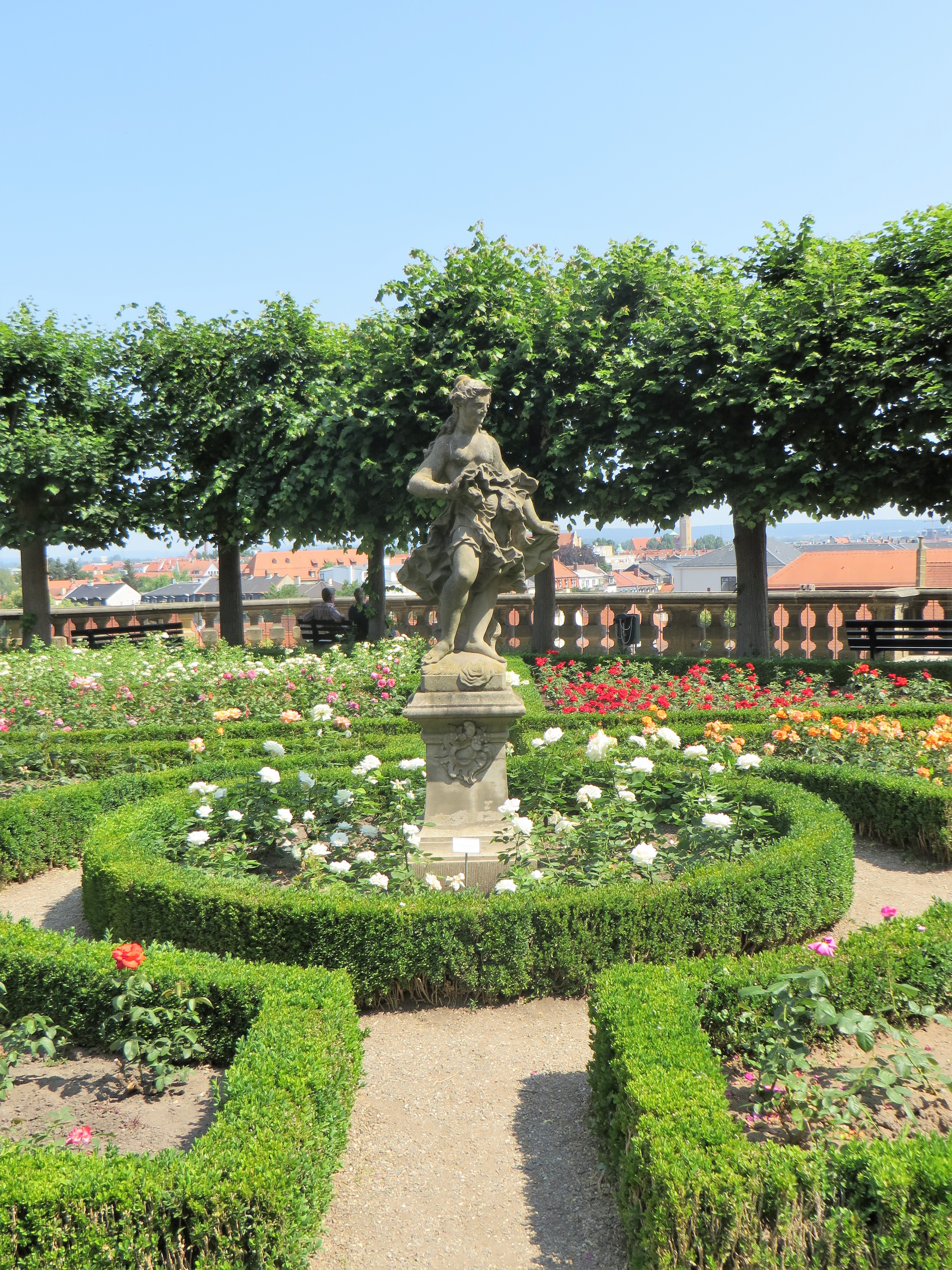
Rosengarten (Bamberg)
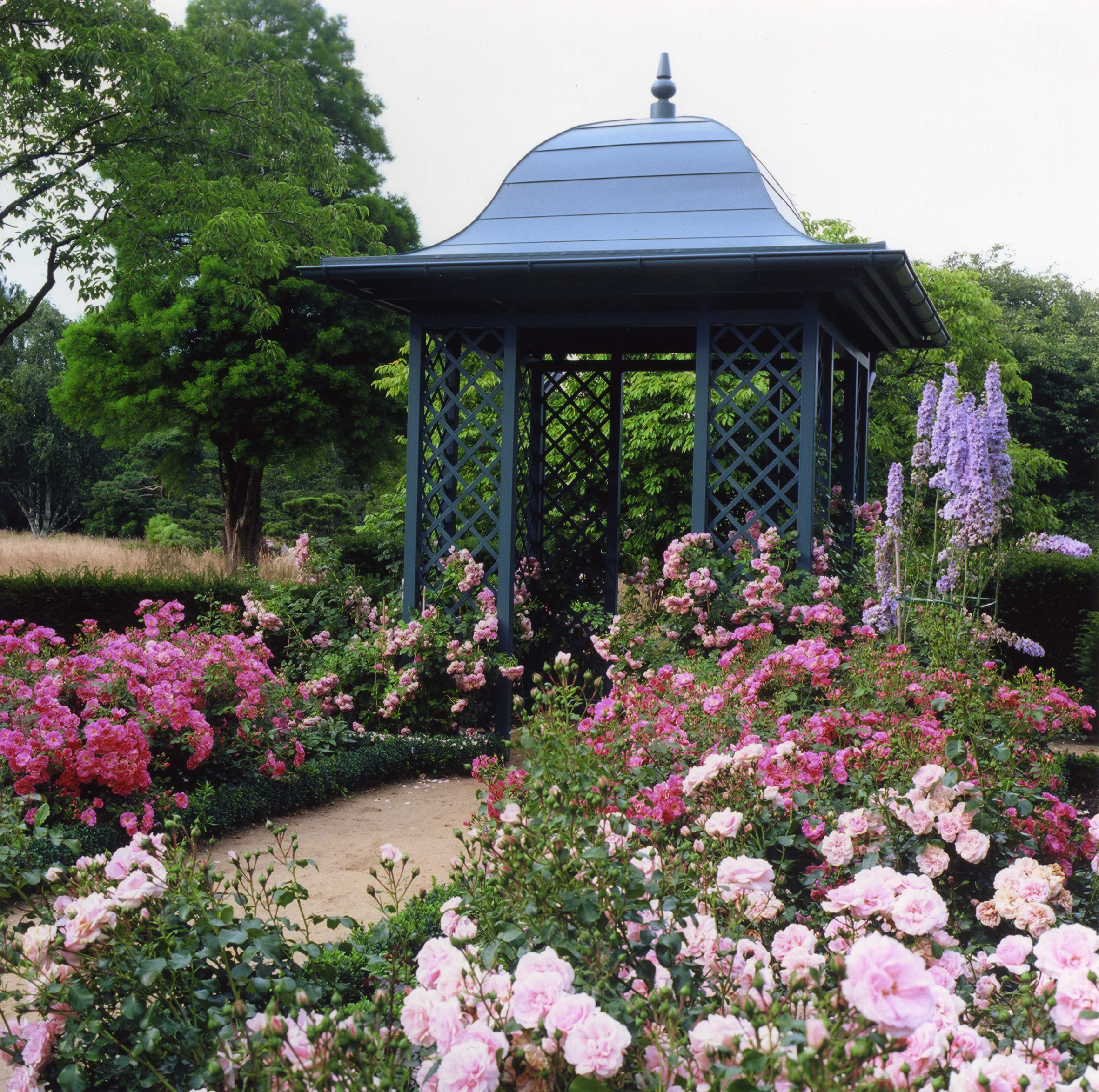
Arboretum Ellerhoop
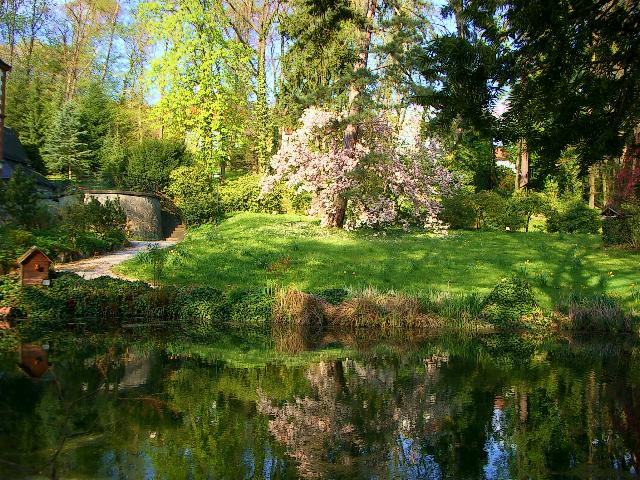
Parkanlage der Villa Haas
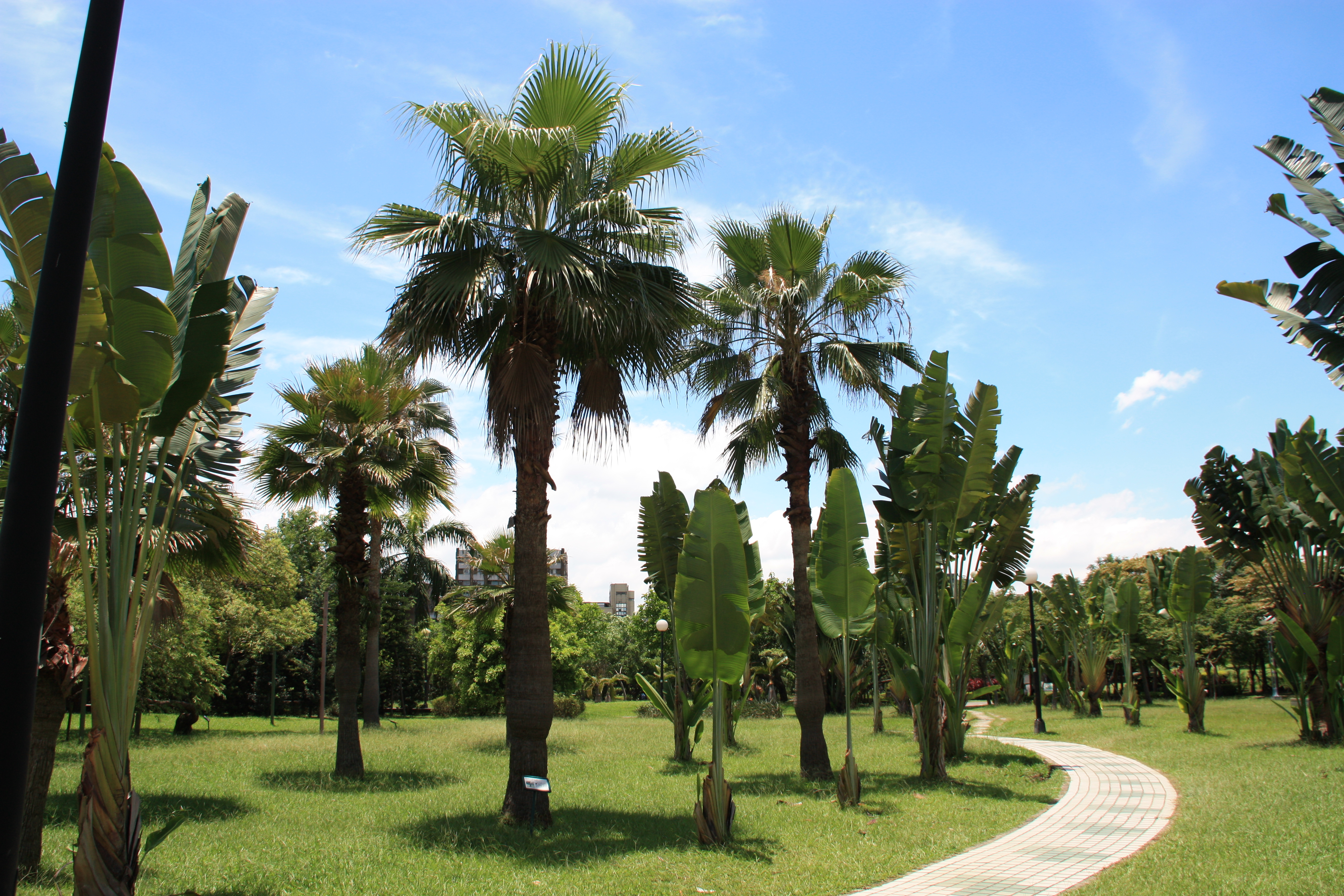
Daan Park in Taipeh